# 法明代爾 (緬因州普查規定居民點)
法明代爾（英語：Farmingdale）是位於美國緬因州肯納貝克縣的一個普查規定居民點。

## 人口
根據2020年美國人口普查的數據，法明代爾的面積為6.69平方千米，當中陸地面積為6.16平方千米，而水域面積為0.53平方千米。當地共有人口2000人，而人口密度為每平方千米298.95人。